# カステル・ディ・トーラ
カステル・ディ・トーラ（伊: Castel di Tora）は、イタリア共和国ラツィオ州リエーティ県にある、人口約270人の基礎自治体（コムーネ）。

## 地理

### 位置・広がり
リエーティ県のコムーネ。県都リエーティから南南東へ23kmの距離にある。

#### 隣接コムーネ
隣接するコムーネは以下の通り。
- アスクレーア
- コッレ・ディ・トーラ
- ポッツァーリア・サビーナ
- ロッカ・シニバルダ
- ヴァルコ・サビーノ

### 気候分類・地震分類
カステル・ディ・トーラにおけるイタリアの気候分類 (it) および度日は、zona E, 2469 GGである。
また、イタリアの地震リスク階級 (it) では、zona 2B (sismicità media) に分類される。

## 文化・観光
「イタリアの最も美しい村」クラブ加盟コムーネである。